# Joe Cocker!
Joe Cocker! es el segundo álbum de estudio del músico británico Joe Cocker, publicado por la compañía discográfica A&M Records y Regal Zonophone Records en 1969. Siguiendo el modelo de su primer trabajo discográfico, Joe Cocker! incluyó versiones de canciones originalmente interpretadas por Bob Dylan, The Beatles, Leonard Cohen y el futuro miembro de su banda Leon Russell, quien también trabajó como productor. Para el álbum, Cocker coescribió una canción, "That's Your Business Now", con Chris Stainton. Joe Cocker! llegó al puesto once en la lista estadounidense Billboard 200.

## Lista de canciones
1. "Dear Landlord" (Bob Dylan) – 3:23
2. "Bird on the Wire" (Leonard Cohen) – 4:30
3. "Lawdy Miss Clawdy" (Lloyd Price) – 2:15
4. "She Came in Through the Bathroom Window" (John Lennon, Paul McCartney) – 2:37
5. "Hitchcock Railway" (Don Dunn, Tony McCashen) – 4:41
6. "That's Your Business Now" (Joe Cocker, Chris Stainton) – 2:56
7. "Something" (George Harrison) – 3:32
8. "Delta Lady" (Leon Russell) – 2:51
9. "Hello, Little Friend" (Leon Russell) – 3:52
10. "Darling Be Home Soon" (John Sebastian) – 4:49

## Personal
- Joe Cocker: voz.
- Chris Stainton: piano, órgano y guitarra.
- Alan Spenner: bajo.
- Bruce Rowland: batería.
- Henry McCullough: guitarra
- Leon Russell: piano, órgano y guitarra.
- Milt Holland: percusión.
- Sneaky Pete Kleinow guitarra
- Clarence White: guitarra.
- Paul Humphries: batería.
- Merry Clayton, Bonnie Bramlett, Rita Coolidge, Patrice Holloway, Sherlie Matthews: coros.

## Certificaciones
| País           | Organismo certificador | Certificación | Ventas certificadas | Ref.  |
| -------------- | ---------------------- | ------------- | ------------------- | ----- |
| Estados Unidos | RIAA                   | Oro           | 500 000             | [ 7 ] |